# HD 122703
HD 122703，又名BD-21 3824，SAO 182204、HR 5272，是一颗恒星，视星等为6.3，位于銀經324.15，銀緯37.45，其B1900.0坐标为赤經13h 58m 18.3s，赤緯-21° 37.45′ 27″。